# Agria Volán

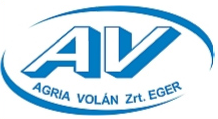
logo de l'entreprise Agria Volán

Agria Volán ([ˈɒgɾiɒ ˈvolaːn]) est une compagnie de bus d'État desservant Eger et le comitat de Heves en Hongrie. En janvier 2015, elle fusionne dans le KMKK.
1. ↑  (hu) « Bemutatkozik a Hatvani Volán Zrt. », KMKK Középkelet-magyarországi Közlekedési Központ (d), décembre 2013 (consulté le 8 avril 2022)